# Fiji i olympiska sommarspelen 2000
Fiji deltog i de olympiska sommarspelen 2000 med en trupp bestående av sju deltagare, men ingen av landets deltagare erövrade någon medalj.

## Friidrott
Herrarnas 800 meter
- Isireli Naike Leke Levesi
  1. Omgång 1 – 01:49.61 (→ gick inte vidare)

## Judo
- Nacanieli Qerewaqa

## Segling
Mistral
- Tony Philp
  1. Lopp 1 – 17
  2. Lopp 2 – 11
  3. Lopp 3 – 3
  4. Lopp 4 – 21
  5. Lopp 5 – (33)
  6. Lopp 6 – 13
  7. Lopp 7 – (22)
  8. Lopp 8 – 3
  9. Lopp 9 – 2
  10. Lopp 10 – 12
  11. Lopp 11 – 6
  12. Final – 88 (→ 10:e plats)